# Adela Noriega
Adela Amalia Noriega Méndez (Ciudad de México, 24 de octubre de 1969) es una actriz mexicana.

## Biografía
Su padre falleció cuando apenas era una adolescentey su madre murió de cáncer en el año 1995.Tiene una hermana mayor y un hermano menor.A los doce años la descubrió un cazatalentos mientras estaba en un centro comercial con su madre.Poco después, empezó a aparecer en comerciales de televisión y vídeos musicales. Asimismo, participó en los vídeos de Lucía Méndez ("Corazón de fresa") y Luis Miguel ("Palabra de honor").

### Carrera
Empezó en televisión en el año 1984 como integrante del famoso programa cómico Cachún cachún ra ra!Sus primeras apariciones en telenovelas fueron en Principessa y Juana Iris respectivamente. En ambas interpretó a las villanas juveniles.Al año siguiente, en el año 1985, recibió un importante premio del periódico El Heraldo, fue nombrada debutante del año.Ese mismo año, también participó en la película Un sábado más al lado de Pedro Fernández.
Debutó como actriz protagónica en el año 1987 en la miniserie Yeseniauna historia de época basada en el cómic homónimo de Yolanda Vargas Dulché.Ese mismo año obtuvo el papel protagónico de Quinceañera, un melodrama juvenil que presentó las problemáticas que viven los adolescentes en su tránsito de la niñez a la vida adulta.Quinceañera es considerada como la primera telenovela de corte juvenil.En este género televisivo se abordaron por primera vez temas como la drogadicción, la identidad sexual, las pandillas, la violación, la delincuencia juvenil y las diferencias sociales.En el año 2008, fue seleccionada en la lista "Las 10 telenovelas más influyentes de Latinoamérica" que publicó Associated Press.
Un año después, Noriega volvió a protagonizar otra telenovela que fue Dulce desafío dirigida al público juvenil (1988).La trama se centraba en la vida de su personaje, una adolescente problemática y revelaba "las aventuras de un grupo de jóvenes en un internado, con un director déspota y un profesor de educación física misógino".
En el año 1992, se mudó a Estados Unidos y se unió a la televisora norteamericana Telemundo.Por firmar un contrato con otra cadena de televisión fue vetada por Televisa. En Telemundo interpretó al personaje principal de la telenovela, Guadalupe, que resultó ser un éxito internacional, especialmente en los países árabes.Dos años después, se marchó a Colombia y se unió a otra productora de televisión concretamente RTI Televisión para la realización de María Bonita (1995). Allí interpretó al personaje titular de la telenovela ambientada en el Caribe.
En el año 1997, regresó a México y firmó un contrato millonario con Televisa de seis años de duración.La primera telenovela que grabó fue María Isabel donde interpretó a una joven indígena de etnia huichol.María Isabel es una de las primeras telenovelas que muestra la diversidad étnica de México y la vida de una comunidad indígena.Por su representación del personaje principal recibió el Premio TVyNovelas en la categoría de «Mejor actriz joven».A continuación, protagonizó El privilegio de amar (1998) donde compartió créditos con Helena Rojo. El privilegio de amar es oficialmente el programa más visto de la televisión mexicana según IBOPE.La telenovela también fue un éxito internacional.
Regresó a la televisión con El manantial (2001) que coprotagonizó junto a Mauricio Islas.Al igual que su predecesora, esta telenovela también fue un éxito internacional.Por su interpretación del principal personaje femenino, Noriega recibió otro Premio TVyNovelas, entre otros.
En el año 2003, regresó como protagonista de la altamente aclamada telenovela Amor real. Esta telenovela histórica, ambientada a mediados del Siglo XIX, retrata los conflictos de las revueltas de la época post independiente de México.Registró altos niveles de audiencia en Méxicoy a tan solo tres meses de haber finalizado su transmisión en México, debido a su éxito, la repitieron en enero de 2004.Durante su transmisión en Estados Unidos, en la cadena Univision, logró superar en audiencia a las cadenas anglosajonas. Además, tras el éxito obtenido, se convirtió en la primera telenovela publicada en DVD con subtítulos en inglés.Noriega recibió varios reconocimientos por su interpretación de la aristócrata Matilde Peñalver y Beristain.
Dos años más tarde, protagonizó La esposa virgen (2005) junto a Jorge Salinas.A comienzos del año 2008, regresó a televisión como protagonista de Fuego en la sangre, adaptación mexicana de la telenovela colombiana Las aguas mansas.A pesar de que la producción de Salvador Mejía recibiese críticas negativas,la telenovela alcanzó gran éxito en Méxicoy Estados Unidos.

## Filmografía

### Telenovelas
| Año       | Telenovela            | Personajes                                                  |
| --------- | --------------------- | ----------------------------------------------------------- |
| 2008      | Fuego en la sangre    | Sofía Elizondo Acevedo/ Sofía Elizondo Rodríguez de Robles. |
| 2005      | La esposa virgen      | Virginia Alfaro del Sur viuda de Ortiz.                     |
| 2003      | Amor real             | Matilde Peñalver y Beristain Curiel de Fuentes Guerra.      |
| 2001-2002 | El manantial          | Alfonsina Valdés Rivero de Ramírez.                         |
| 1998-1999 | El privilegio de amar | Cristina Miranda.                                           |
| 1997-1998 | María Isabel          | María Isabel Sánchez de Mendiola.                           |
| 1995-1996 | María Bonita          | María "Bonita" Reynoso Lara.                                |
| 1993-1994 | Guadalupe             | Guadalupe Zambrano Santos de Mendoza / Soledad "Chole".     |
| 1988-1989 | Dulce desafío         | Lucero Sandoval.                                            |
| 1987-1988 | Quinceañera           | Maricruz Fernández Sarcoser.                                |
| 1987      | Yesenia               | Yesenia Flores.                                             |
| 1985      | Juana Iris            | Romina Moret Toledo.                                        |
| 1984      | Principessa           | Alina.                                                      |

### Programas
| Año       | Programa             | Personaje   |
| --------- | -------------------- | ----------- |
| 1986      | XE-TU                | Conductora. |
| 1984-1987 | Cachún cachún ra ra! | Adela.      |

### Cine
| Año  | Película                          | Personaje |
| ---- | --------------------------------- | --------- |
| 1985 | Un sábado más                     | Lucía.    |
| 1984 | Las amantes del señor de la noche | Mary Lou. |

## Premios y nominaciones
Premios ACE
| Año  | Categoría                           | Trabajo nominado      | Resultado |
| ---- | ----------------------------------- | --------------------- | --------- |
| 2005 | Mejor actriz de serie de televisión | Amor real             | Ganadora  |
| 2002 | Mejor actriz de serie de televisión | El manantial          | Ganadora  |
| 2001 | Mejor actriz de serie de televisión | El privilegio de amar | Ganadora  |
| 1999 | Figura femenina del año             | María Isabel          | Nominada  |

Sol de Oro
| Año  | Categoría                  | Trabajo nominado | Resultado |
| ---- | -------------------------- | ---------------- | --------- |
| 2004 | Mejor actriz de televisión | Amor real        | Ganadora  |
| 2002 | Mejor actriz de televisión | El manantial     | Ganadora  |

Golden Laurel
| Año  | Categoría                  | Trabajo nominado | Resultado |
| ---- | -------------------------- | ---------------- | --------- |
| 2005 | Mejor actriz de televisión | Amor real        | Ganadora  |

Premios Bravo
| Año  | Categoría                  | Trabajo nominado | Resultado |
| ---- | -------------------------- | ---------------- | --------- |
| 2002 | Mejor actriz de televisión | El manantial     | Ganadora  |

Premios TVyNovelas (México)
| Año  | Categoría                   | Trabajo nominado      | Resultado |
| ---- | --------------------------- | --------------------- | --------- |
| 2009 | Mejor actriz protagónica    | Fuego en la sangre    | Nominada  |
| 2006 | Mejor actriz protagónica    | La esposa virgen      | Nominada  |
| 2004 | Mejor actriz protagónica    | Amor real             | Ganadora  |
| 2002 | Mejor actriz protagónica    | El manantial          | Ganadora  |
| 1999 | Mejor actriz joven          | El privilegio de amar | Ganadora  |
| 1998 | Mejor actriz joven          | María Isabel          | Ganadora  |
| 1990 | Mejor actriz joven          | Dulce desafío         | Ganadora  |
| 1988 | Mejor actriz joven          | Quinceañera           | Ganadora  |
| 1987 | Mejor actriz joven          | Yesenia               | Nominada  |
| 1986 | Mejor debutante femenina    | Juana Iris            | Nominada  |
| 1985 | Mejor revelación en comedia | Cachún cachún ra ra!  | Nominada  |

Premios TVyNovelas (Colombia)
| Año  | Categoría                | Trabajo nominado | Resultado |
| ---- | ------------------------ | ---------------- | --------- |
| 1996 | Mejor actriz protagónica | María Bonita     | Nominada  |

Palma de Oro
| Año  | Categoría            | Trabajo nominado | Resultado |
| ---- | -------------------- | ---------------- | --------- |
| 1988 | Mejor actriz juvenil | Quinceañera      | Ganadora  |

Premios El Heraldo de México
| Año  | Categoría           | Trabajo nominado | Resultado |
| ---- | ------------------- | ---------------- | --------- |
| 1985 | Revelación femenina | Ella misma       | Ganadora  |
| 1988 | Revelación del año  | Quinceañera      | Ganadora  |

Califa de Oro
| Año  | Categoría                 | Trabajo nominado      | Resultado |
| ---- | ------------------------- | --------------------- | --------- |
| 2003 | Mejor actriz protagonista | Amor real             | Ganadora  |
| 1999 | Mejor actriz protagonista | El privilegio de amar | Ganadora  |

Premios INTE
| Año  | Categoría      | Trabajo nominado | Resultado |
| ---- | -------------- | ---------------- | --------- |
| 2004 | Actriz del año | Amor real        | Nominada  |
| 2003 | Actriz del año | El manantial     | Nominada  |

Premios Fama
| Año  | Categoría                  | Trabajo nominado   | Resultado |
| ---- | -------------------------- | ------------------ | --------- |
| 2008 | Mejor actriz de televisión | Fuego en la sangre | Nominada  |